# Шок и трепет (фильм)
«Шок и тре́пет» (другое название — «Опасное расследование», англ. Shock and Awe) — американский драматический фильм 2017 года, снятый Робом Райнером по сценарию Джои Хартстона. В фильме снимаются Вуди Харрельсон, Томми Ли Джонс, Джеймс Марсден, Милла Йовович и Джессика Бил, а также группа журналистов из Вашингтонского бюро Knight Ridder, которые расследуют причины вторжения администрации Буша в Ирак в 2003 году. Мировая премьера фильма состоялась на Цюрихском кинофестивале 30 сентября 2017 года, а 14 июня 2018 года была выпущена в кинотеатре DirecTV, а 13 июля 2018 года — ограниченной премьерой.
Шок и трепет (технически известный как быстрое доминирование) — это тактика, основанная на использовании подавляющей силы и впечатляющей демонстрации мощи, чтобы парализовать восприятие противника на поле битвы и уничтожить его желание сражаться. Хотя эта концепция имеет различные исторические прецеденты, эта доктрина была объяснена Харланом К. Уллманом и Джеймсом П. Уэйдом в 1996 году и была разработана специально для применения американскими военными в Национальном университете обороны США.

## Предпосылка
Журналисты расследуют утверждения администрации Буша относительно предполагаемого обладания оружием массового поражения Саддамом Хусейном в качестве оправдания вторжения в Ирак в 2003 году.
Большинство доводов администрации в отношении этой войны не имеет абсолютно никакого смысла, в частности, мысль о том, что Саддам Хусейн был в союзе с Усамой бен Ладеном. Тот с самого начала звонил во все колокола — светский арабский диктатор в союзе с радикальным исламистом, целью которого было свергнуть светских диктаторов и восстановить его Халифат? Чем больше мы это изучали, тем больше от него воняло. Во-вторых, вместо того, чтобы полностью полагаться на людей высокого ранга с именами домохозяйств в качестве источников, у нас были источники, которые не были политическими назначенцами. Одна из вещей, которая пошла очень плохо в вашингтонской журналистике, — это «зависимость от источника», «зависимость от доступа» и идея, что для того, чтобы поддерживать доступ к людям в Белом доме или в офисе вице-президента или вышестоящих органах, вы должны плясать под их дудку. Это не то, о чём журналистика. У нас были лучшие источники, чем у неё (Джудит Миллер), и мы знали, кто её источники. Это были политические назначенцы, которые выдвигали политические аргументы. Я впервые встретил его (Ахмада Чалаби) в 95 или 96 году. Я не буду одеваться утром исходя из того, что он сказал мне какая погода, не говоря уже о войне.— Джон Уолкотт.
Репортеры Knight Ridder в Вашингтоне Уоррен Штробель и Джонатан Лэндей получили награду Мемориала Рэймонда Клэппера от галереи прессы Сената 5 февраля 2004 года за освещение сомнительных сведений, использованных для оправдания войны с Ираком.

## В ролях
- Вуди Харрельсон — Джонатан Ландэй[12][13][14]
- Джеймс Марсден — Уоррен Стробел[15][16]
- Роб Райнер — Джон Уолкотт[17][18][19]
- Томми Ли Джонс — Джо Гэллоуэй
- Джессика Бил — Лайза Мэйр
- Милла Йовович — Влатка Ландэй
- Ричард Шифф — The Usual
- Ал Сапиенца — Карл
- Люк Тенни — Адам Грин
- Кейт Батлер — Нэнси Уолкуотт

## Производство
12 июля 2016 года Вуди Харрельсон был включён в актёрский состав фильма о войне в Ираке «Шок и страх» . 13 июля 2016 года Джеймс Марсден также присоединился к фильму.

### Съемки фильма
Основные съёмки фильма началась в Луизиане 5 октября 2016 года. По сообщениям, в октябре 2016 года Алек Болдуин покинул производство из-за финансовых сроков. В ноябре 2016 года съемки проходили также в Вашингтоне, округ Колумбия.
Уолкотт сказал, что он считает, что фильм, по сути, является дословным. В какой-то момент фильма Уолкотт произносит вдохновляющую речь в редакции, но в оригинальном сценарии была версия сценариста. В день съёмок Штробель сказал Райнеру, что он должен использовать оригинальные слова Уолкотта; Рейнер велел Уолкотту записать свою точную речь, а затем сцена была снята.

## Релиз
Премьера фильма состоялась 30 сентября 2017 года на Цюрихском кинофестивале. Вскоре после этого Vertical Entertainment и DirecTV Cinema приобрели права на распространение фильма. Фильм был выпущен через DirecTV Cinema 14 июня 2018 года, а затем выпущен ограниченным тиражом 13 июля 2018 года.

## Реакция
На сайте агрегатора обзоров Rotten Tomatoes, фильм имеет рейтинг одобрения 30 % на основании 40 обзоров, со средневзвешенным значением 4,8 из 10. Критическое согласие сайта гласит: «У „Шока и Трепета“ есть достойная история, которую нужно рассказать, и некоторые прекрасные актёры пытаются воплотить её в жизнь; к сожалению, конечные результаты все ещё столь же производны, как и драматически инертны». В Metacritic: У фильма есть средневзвешенная оценка 45 из 100, основанная на 17 отзывах, что указывает на «смешанные или средние отзывы».
В статье для «Роллинг Стоун», Дэвид Фир дал фильму 2 из 5 звёзд, написав: «Это важная история, которую нужно помнить прямо сейчас, предполагая, что вы должны вспомнить что-нибудь после того, как вас стучали по голове разговорами в течение 90 минут. Название не соответствует действительности». Керри Ленгель из The Arizona Republic дала фильму 1,5 из 5 звезд, написав: «Все это может простить, если бы „Шок и трепет“ не был таким ужасным фильмом. Он банален и механичен в своих попытках быть пафосным, в то же время приводя свои аргументы, начиная с первой сцены, показывающей солдата, парализованного СВУ, и заканчивая абсолютной низкой точкой, свиданием между репортер Марсденом и его симпатичная соседкой, которую сыграла Джессика Бил».
Дебора Янг из The Hollywood Reporter написала: «Группу репортеров в Knight Ridder Newspapers назвали „единственными, кто понял это правильно“ о несуществующем оружии массового поражения Саддама Хусейна, который развязал войну в Ираке в 2003 году. Основана на реальной истории Роб Рэйнер в Шоке и Трепете отдает должное своим дальновидным (если вообще не учитывается) новостным сообщениям, но сообщение стремится раствориться в сценарии с раскрашенными цифрами, который нажимает слишком много жанровых кнопок, чтобы быть полностью захватывающим».